# Хоанг Суан Він
Хоанг Суан Він (в'єт. Hoàng Xuân Vinh, 6 жовтня 1974) — в'єтнамський стрілець, олімпійський чемпіон та медаліст.

## Виступи на Олімпіадах
| Олімпіада   | Дисципліна                  | Місце |
| ----------- | --------------------------- | ----- |
| Лондон 2012 | пневматичний пістолет, 10 м | 9     |
| Лондон 2012 | довільний пістолет, 50 м    | 4     |
| Ріо 2016    | пневматичний пістолет, 10 м | 1     |
| Ріо 2016    | довільний пістолет, 50 м    | 2     |